# Ḩayātābād-e Majīdī
Ḩayātābād-e Majīdī (persiska: حیات آباد مجیدی) är en ort i Iran.   Den ligger i provinsen Khuzestan, i den centrala delen av landet, 600 km söder om huvudstaden Teheran. Ḩayātābād-e Majīdī ligger 402 meter över havet och antalet invånare är 305.
Terrängen runt Ḩayātābād-e Majīdī är varierad. Runt Ḩayātābād-e Majīdī är det ganska tätbefolkat, med 62 invånare per kvadratkilometer. Närmaste större samhälle är Līkak, 16,1 km nordväst om Ḩayātābād-e Majīdī. Omgivningarna runt Ḩayātābād-e Majīdī är i huvudsak ett öppet busklandskap.